# Frascati Superiore riserva
Il Frascati Superiore riserva è un vino DOCG la cui produzione è consentita nella provincia di Roma

## Vitigni con cui è consentito produrlo
- Malvasia bianca di Candia e/o Malvasia del Lazio (Malvasia puntinata) minimo 70%;
- Bellone, Bombino bianco, Greco bianco, Trebbiano toscano, Trebbiano giallo da soli o congiuntamente fino ad un massimo del 30%.
- Altre varietà di vitigni a bacca bianca idonei alla coltivazione nella Regione Lazio fino ad un massimo del 15% di questo 30%.[1]

## Zona di produzione
Vedi: Frascati Superiore DOCG

## Tecniche di produzione
Densità minima 3 000 ceppi/ha)
È vietata ogni pratica di forzatura, ma consentita l'irrigazione di soccorso
Non sono ammessi impianti a tendone.
Tutte le operazioni di vinificazione debbono essere effettuate nella zona prevista per la DOCG, ma sono ammesse eccezioni.
È necessario l'invecchiamento protratto per almeno 12 mesi a partire dal 1º novembre dell'anno di vendemmia, dei quali almeno tre in bottiglia.

## Caratteristiche organolettiche
- colore: giallo paglierino più o meno intenso;
- odore: intenso, con profumo caratteristico delicato;
- sapore: secco, sapido, morbido, fine, vellutato;
- acidità totale minima: 4,50 g/l.

## Informazioni sulla zona geografica
Vedi: Frascati Superiore

## Storia
Vedi: Frascati Superiore
Precedentemente all'attuale disciplinare questa DOCG era stata:
- Approvata DOC (con il nome di “Frascati”) con decreto del 03.03.1966 G.U. 119 - 16.05.1966
- Approvata DOCG con DM 20.09.2011 G.U. 240 - 14.10.2011

Il precedente disciplinare del 1966 prevedeva:
- resa_uva=15,0 t
- resa_vino=70,0%
- titolo_uva=11,0%
- titolo_vino=11,5%
- estratto_secco=16,0 g/l
- vitigni:
  - Malvasia Bianca di Candia: 70.0% - 100.0%
  - Trebbiano Toscano: 70.0% - 100.0%
  - Greco: 0.0% - 30.0%
  - Malvasia del Lazio: 0.0% - 30.0%
- Caratteristiche organolettiche
  - colore: paglierino più o meno intenso.
  - odore: vinoso, con profumo caratteristico, delicato.
  - sapore: sapido, morbido, fine, vellutato; qualificazioni previste: secco, asciutto, amabile, cannellino o dolce.

Il precedente disciplinare del 20.09.2011 non si discostava sostanzialmente da quello attuale del 30.11.2011

## Produzione
Provincia, stagione, volume in ettolitri